# Smalltalk
Smalltalk (angleško klepet, kramljanje) je eden prvih popolnoma objektno usmerjenih programskih jezikov (starejša, a tudi objektno usmerjena, je simula). Nastal je v laboratorijih Xerox PARC (Palo Alto Research Center), eden glavnih izumiteljev pa je Alan Kay.
V smalltalku je bil prvič narejen grafični uporabniški vmesnik na način, kot ga danes poznamo v operacijskem sistemu MS Windows.